# Анн-Гель Сідо
Анн-Гель Сідо (фр. Anne-Gaëlle Sidot; нар. 24 липня 1979) — колишня французька тенісистка.
Здобула два парні титули туру WTA. 
Найвищу одиночну позицію рейтингу WTA — 24 місце досягнула 14 серпня 2000, парну — 15 місце — 9 липня 2001 року.
Завершила кар'єру 2002 року.

## Фінали туру WTA

### Парний розряд 4 (2–2)
| Легенда                       |
| ----------------------------- |
| Турніри Великого шолома (0/0) |
| WTA Championships (0/0)       |
| Tier I (0/1)                  |
| Tier II (2/1)                 |
| Tier III (0/0)                |
| Tier IV & V (0/0)             |

| Результат | Ранг | Дата             | Турнір                          | Покриття   | Партнер               | Опоненти in the final         | Рахунок in the final |
| Поразка   | 1.   | 13 серпня 2000   | LA Women's Tennis Championships | Тверде     | Кімберлі По           | Ельс Калленс Домінік Монамі   | 6–2, 7–5             |
| Поразка   | 2.   | 15 жовтня 2000   | Zurich Open                     | Тверде (i) | Кімберлі По           | Мартіна Хінгіс Анна Курникова | 6–3, 6–4             |
| Перемога  | 1.   | 5 листопада 2000 | Лейпціг                         | Килим (i)  | Аранча Санчес Вікаріо | Кім Клейстерс Лоранс Куртуа   | 6–7(6), 7–5, 6–3     |
| Перемога  | 2.   | 18 лютого 2001   | Nice                            | Килим (i)  | Емілі Луа             | Кімберлі По Наталі Тозья      | 1–6, 6–2, 6–0        |

## Фінали ITF
| Турніри $100,000 |
| Турніри $75,000  |
| Турніри $50,000  |
| Турніри $25,000  |
| Турніри $10,000  |

### Одиночний розряд Фінали (7–4)
| Результат | Ранг | Дата           | Турнір                       | Покриття  | Опонент              | Рахунок          |
| --------- | ---- | -------------- | ---------------------------- | --------- | -------------------- | ---------------- |
| Перемога  | 1.   | 1 серпня 1994  | Касабланка, Марокко          | Ґрунт     | Хрістіна Захаріду    | 6–1, 7–5         |
| Поразка   | 2.   | 14 серпня 1994 | Карфаген, Туніс              | Ґрунт     | Селіма Сфар          | 7–5, 3–6, 4–4    |
| Перемога  | 3.   | 3 жовтня 1994  | Ноттінгем, Велика Британія   | Килим     | Лусі Ал              | 6-4, 6-2         |
| Поразка   | 4.   | 21 серпня 1995 | Сочі, Росія                  | Ґрунт     | Коріна Мораріу       | 4–6, 6–4, 0–6    |
| Перемога  | 5.   | 16 жовтня 1995 | Фленсбург, Німеччина         | Килим     | Катаріна Студенікова | 4-6 6-4 2-1 ret. |
| Перемога  | 6.   | 5 лютого 1996  | Вюрцбург, Німеччина          | Килим     | Стефані Роттьєр      | 6-4, 6-1         |
| Поразка   | 7.   | 13 травня 1996 | Бордо, Франція               | Ґрунт     | Стефані Девіль       | 4-6, 5-7         |
| Перемога  | 8.   | 14 жовтня 1996 | Кардіфф, Велика Британія     | Тверде    | Вілтруд Пробст       | 6-1, 7-5         |
| Перемога  | 9.   | 2 грудня 1996  | Cergy-Pontoise, Франція      | Тверде    | Флора Перфетті       | 6-2, 6-7(5), 6-1 |
| Поразка   | 10.  | 1 грудня 1997  | Cergy-Pontoise, Франція      | Тверде    | Лаура Голарса        | 6-4, 5-7, 6-7    |
| Перемога  | 11.  | 18 жовтня 1998 | Саутгемптон, Велика Британія | Килим (i) | Амелі Кокто          | 7-5, 6-4         |

### Парний розряд finals (3–1)
| Результат | Ранг | Дата           | Турнір                   | Покриття   | Партнер          | Опоненти in the final             | Рахунок in the final |
| Перемога  | 1.   | 19 травня 1996 | Бордо, Франція           | Ґрунт      | Карін Кентрек    | Ольга Барабанщикова Аліче Канепа  | 6-2, 6-3             |
| Перемога  | 2.   | 20 жовтня 1996 | Кардіфф, Велика Британія | Тверде (i) | Марія Страндлунд | Ширлі-Енн Сіддалл Аманда Вейнрайт | 6–3, 6–3             |
| Поразка   | 3.   | 7 грудня 1997  | Cergy-Pontoise, Франція  | Тверде (i) | Жулі Алар-Декюжі | Крісті Богерт Міріам Ореманс      | 5–7, 4–6             |
| Перемога  | 4.   | 6 грудня 1998  | Cergy-Pontoise, Франція  | Тверде (i) | Крісті Богерт    | Каролін Денін Емілі Луа           | 7–5, 6–2             |